# Lars-Arne Norborg
Lars-Arne Norborg, född 27 oktober 1919 i Herrestads församling, Göteborgs och Bohus län, död 16 september 2003 i Helgeands församling, Lunds kommun, Skåne län, var en svensk historiker. 
Han var son till kyrkoherde Henrik Norborg och Martha Norborg Torestorps församling, far till författaren Kerstin Norborg och sonson till prästen Lars Norborg.
Norborg studerade både teologi och historia. Han disputerade 1958 i Lund på avhandlingen Storföretaget Vadstena Kloster och blev 1962 lektor i historia vid högre allmänna läroverket i Borås. Han återvände senare till historiska institutionen vid Lunds universitet, där han var verksam som universitetslektor till pensioneringen. Norborg var ämnesexpert för historia för Nationalencyklopedin.
Norborg har av Kristian Gerner anklagats för att skönmåla kommunismen och Sovjetunionen, till exempel när han hävdade att Stalin inte alls strävade efter fysisk likvidering av den egendomsägande borgerligheten och att offren för kollektiviseringen bara var 300 000 kulaker som dog under transporterna till "nya bosättningsområden". Gerner höll fast vid den mer vedertagna uppfattningen om 5-20 miljoner offer för Stalins politik, de flesta döda genom svält som framdrivits av kollektiviseringen. Norborg är begravd på Östra kyrkogården i Lund.